# Nanorana chayuensis
Nanorana chayuensis är en groddjursart som först beskrevs av Ye in Sichuan Institute of Biology Herpetology Department 1977.  Nanorana chayuensis ingår i släktet Nanorana och familjen Dicroglossidae. Inga underarter finns listade i Catalogue of Life.